# OpenDemocracy
openDemocracy — британский веб-сайт о международной политике и культуре, где публикуются новости и мнения авторитетных учёных, журналистов и политиков об актуальных мировых событиях и проблемах. Проект openDemocracy был основан в 2000 году Энтони Барнеттом, Дэвидом Хайесом, Сьюзан Ричардс и Полом Хилдером. Первые публикации появились в мае 2001 года.
Сайт спонсируется Фондом Форда, фондом Atlantic Philanthropies, Фондом Братьев Рокфеллер, Фондом Джорджа Сороса а также другими организациями и частными лицами.